# Eppie Lederer
Esther Pauline Friedman, coniugata Lederer, detta Eppie, nota anche con lo pseudonimo di Ann Landers (Sioux City, 4 luglio 1918 – Chicago, 22 giugno 2002), è stata un'opinionista statunitense.
Inizia la carriera lavorando in un giornale, all’interno del quale si occupa di una sezione creata ad hoc per lei, intitolata Ask Ann Landers. Avviata nel 1955, la gestirà per 47 anni, fino alla morte, assumendo pubblicamente il nome "Ann Landers". Accanto all’attività giornalistica, con lo stesso pseudonimo diviene sostenitrice di molte opere di carità in campo medico, sia attraverso le colonne giornalistiche, sia mediante apparizioni nei media. Nel 1977, il presidente Jimmy Carter la vuole a capo di un comitato di consultazione sul cancro, nella quale resta per sei anni.
Aveva una gemella identica, Pauline Phillips, anche lei nota opinionista, curatrice della colonna Dear Abby.

## Biografia

### Infanzia e relazioni con la sorella Pauline
Nasce a Sioux City, nello Iowa. È figlia di Rebecca Rushall, un'immigrata ebrea russa, e di Abraham B. Friedman, e ha una sorella gemella identica, Pauline Philips. Le due sorelle, che erano chiamate rispettivamente Eppie e Popo, crescono a Sioux City, dove frequentano il Morningside College per tre anni e mezzo (1936-1939) e si occupano di una rubrica del giornale scolastico dedicata ai pettegolezzi. È allora che Eppie consegue i diplomi in giornalismo e in psicologia.
Mentre Lederer scriveva per la colona Ann Landers, la sua gemella iniziò a sua volta a scrivere una colonna di consigli personali, Dear Abby, sotto lo pseudonimo di Abigail Van Buren, pochi mesi dopo che Eppie aveva iniziato a scrivere come Ann Landers. Come opinioniste in competizione, le due sorelle ebbero una relazione contrastata. Si riconciliarono pubblicamente nel 1964, ma l'acrimonia tra di loro persistette. Qualche anno prima della morte di Eppie, non si parlavano fra di loro.
Nei suoi ultimi anni, Lederer scrisse i suoi pezzi di opinione da casa, a volte mentre era nella vasca da bagno. Aveva numerosi amici ed era una figura nota sulla scena sociale di Chicago.

### Matrimonio e vita familiare
Nel luglio 1939 all'età di 21 anni Eppie e Popo si sposarono contemporaneamente in una cerimonia matrimoniale congiunta. Lederer prese in marito l'uomo d'affari Julius Lederer. Per molti anni abitarono a Chicago dove possedevano un grande appartamento.
Nel marzo 1940 ebbe la sua prima e unica figlia, Margo. Nel 1944, sua madre Rebecca Friedman morì di emorragia cerebrale. Julius era stato richiamato nell'esercito e Lederer visse con Margo presso i suoceri.
Tra il 1945 e il 1949, presiedette il consiglio della Anti-Defamation League del Minnesota-Wisconsin.

### Eppie diventa 'Ann'

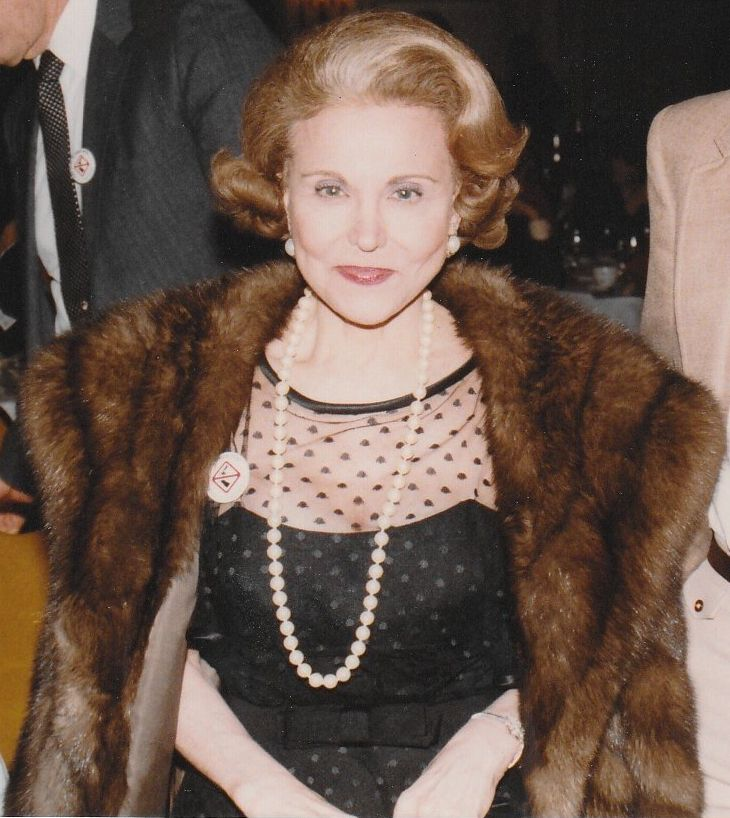
A Chicago, nel 1983

Quando Ruth Crowley, creatrice della colonna Ask Ann Landers del Chigago Sun-Times morì nel 1955, Lederer ne prese il posto. Mentre nel corso dei nove anni in cui la Crowley aveva scritto la colonna aveva mantenuto segreta la sua identità, Lederer la assunse pubblicamente. Verso la fine, dopo 47 anni di scrittura come  "Ann Landers", la Lederer era diventata una personalità dei media del Nord America, compariva in televisione e viaggiava per il paese partecipando a eventi dei media e di beneficenza. Negli ultimi anni iniziò a rispondere a domande su temi che in precedenza erano stati tabù, come l'omosessualità. In un'intervista del 1993 affermò che era felice della scomparsa delle restrizioni sotto cui aveva dovuto lavorare negli anni cinquanta.
Dall'inizio degli anni settanta fino alla sua morte, visse al 290 East Lake Shore Drive in un appartamento di 14 stanze.
Divorziò dal marito nel 1975. In una colonna del 1º luglio 1974, Lederer così commentò: «Il triste, incredibile fatto, è che dopo 36 anni di matrimonio, Jules e io stiamo divorziando» In risposta ricevette 30.000 lettere di solidarietà.

### Morte ed eredità
Lederer godette di buona salute per quasi tutta la vita. Le fu diagnosticato un mieloma multiplo (una forma di cancro delle ossa) nel gennaio 2002 e morì il 22 giugno, dopo aver rifiutato i trattamenti medici per la sua condizione. Il suo ex-marito, Julius, era morto il 21 gennaio 1999.
Dopo la morte, Kathy Mitchell e Marcy Sugar, curatori editoriali da anni della colonna Ann Landers, iniziarono a tenere la colonna Annie's Mailbox. La sua scrivania fu acquistata da Dan Savage, autore della colonna Savage Love, in cui si occupava di consigli su rapporti e relazioni sessuali.
Nel 2002, il consiglio cittadino di Chicago votò una risoluzione di due pagine per onorare Lederer per aver epitomizzato Chicago «con le sue forti opinioni, i suoi saggi consigli, le sue maniere impeccabili e il suo pronto ingegno» e annunciò l'installazione della targa "Ann 'Eppie' Landers Way" sull'angolo di Nord Michigan Avenue e East Illinois Street, di fronte alla Chicago Tribune Tower, la sede del giornale che aveva ospitato la sua colonna dal 1987. L'inaugurazione fu celebrata con una parata e con fuochi artificiali.
Nel 2003 fu pubblicata una raccolta della corrispondenza tra Lederer e la figlia.